# Демонте
Демонте (итал. Demonte) је насеље у Италији у округу Кунео, региону Пијемонт.
Према процени из 2011. у насељу је живело 1184 становника. Насеље се налази на надморској висини од 769 м.

## Становништво
| 1936. | 1951. | 1961. | 1971. | 1981. | 1991. | 2001. | 2011. |
| ----- | ----- | ----- | ----- | ----- | ----- | ----- | ----- |
| 3.503 | 3.241 | 2.857 | 2.470 | 2.275 | 2.134 | 2.041 | 2.059 |